# Villanova Tulo
Villanova Tulo – miejscowość i gmina we Włoszech, w regionie Sardynia, w prowincji Sud Sardegna.
Według danych na rok 2004 gminę zamieszkiwało 1209 osób, 30,2 os./km². Graniczy z Gadoni, Isili, Laconi, Nurri, Sadali i Seulo.